# 坂東流
坂東流（ばんどうりゅう）は日本舞踊における流派の一つ。日本舞踊における五大流派の一つに数えられる。文化文政（1804年 - 1830年）の頃の歌舞伎役者・三代目坂東三津五郎を流祖とする。『浅妻船』『傀儡師』『源太』『玉兎』『汐汲』『まかしょ』など、三代目が初演した作品の中には現在も日本舞踊の定番として広く親しまれているものも多い。

## 系統

### 宗家
- 流祖 坂東三津五郎 (3代目)　1831年没
- 二代目 四代目坂東三津五郎（守田勘彌 (11代目)）1863年没
- 坂東三津五郎 (7代目) 1961年没
- 坂東三津五郎 (8代目) 1975年没
- 坂東三津五郎 (9代目) 1999年没
  - 八代目三津五郎がフグ中毒で急逝後、未亡人たね子と養子簑助の間で後継者争いが起こり、未亡人は弟子の坂東三津三郎を後継者としたが、700名が出席した1975年3月開催「坂東会総会」の決議により一門の意向で簑助が継ぎ、舞踊名として「坂東流宗家家元・九代目坂東三津五郎」を名のった[1][2]。
- 坂東三津五郎 (10代目) 2015年没
- 坂東巳之助 (2代目) 当代

### 志賀次派
三代目坂東三津五郎の弟・坂東志賀次（ばんどう しがじ）を元祖とする。志賀次の娘・きくは、父の芸風を体系的に確立してこれを坂東流の一派とし、父の名「坂東志賀次」を名跡として襲い、慶応年間までに舞踊界と劇界に重きを成すに至った。志賀次派坂東流はこのきくを持って祖宗（初代）とする。
- 元祖 坂東志賀次 - 三代目坂東三津五郎の弟。
- 初代 坂東志賀次 - 元祖の娘（四代目坂東三津五郎の姉）。本名：守田きく。前名：坂東喜久。
- 二代目 坂東志賀次 - 初代の養女。本名：高橋モト、前名：初代坂東三津次。
- 三代目 坂東志賀次 - 二代目の門弟。本名：山路ひで、前名：二代目坂東三津次。
- 四代目 坂東志賀次 - 三代目の養女。幼名：坂東三津菊、前名：坂東遥。

## 書籍
- 坂東会創立100周年記念書籍制作委員 編『初心忘れず━━坂東会創立100年』（初版第1刷）坂東会、2021年（2021年6月1日発行）。ISBN 978-4-600-00768-3。全国書誌番号:23584187。